# Sadako 3D
Sadako 3D è un film horror del 2012 diretto da Tsutomu Hanabusa e tratto dal romanzo S di Kōji Suzuki.
Primo della serie Sadako 3D, il film è, più che un sequel, uno spin-off della longeva e fortunata serie di film partita con Ringu.
È uscito nei cinema giapponesi il 12 maggio 2012 e in Italia è inedito.

## Trama
Seiji Kashiwada crea un nuovo video maledetto, del tutto diverso da quello originale, dove lui stesso viene ucciso da Sadako Yamamura, ma che nel video è invisibile, perciò i visualizzatori pensano che si tratti di un suicidio. Questo video è stato creato da lui appositamente per lo spirito maligno perché vuole tornare al mondo e la ragazza sembra stia cercando qualcuno dove vuole reincarnarsi.
Akane Ayukawa è una giovane e bella professoressa che scopre da un amico e dal fidanzato Takanori la storia di questo video maledetto. Quest'ultimo è ricercato da ogni adolescente, interessati a vedere questo video che in realtà non dovrebbe nemmeno esistere. Ci sono alcune vittime, ma si pensa ad un suicidio. Ma un'alunna di Akane, che stava cercando il video da moltissimi giorni, muore.

## Sequel
Nel 2013 è stato realizzato il sequel intitolato Sadako 3D 2.